# Nudismo en Argentina
El nudismo en Argentina es el movimiento por la práctica del nudismo social en el país, que de forma organizada comenzó a practicarse a partir de 1934 y continúa hasta la actualidad, sin dejar de ser un aspecto controvertido en la sociedad argentina. Los sitios más importantes donde se practica el nudismo son Playa Escondida, Playa Querandí y el club del grupo Edén, todos ellos en la Provincia de Buenos Aires, además del sitio Yatan Rumi en las sierras de Córdoba.

## Historia
Existió un antecedente nudista en Buenos Aires en la década de 1810, cuando los bañistas iban a las playas de Buenos Aires y allí nadaban desnudos. Esta costumbre de la época era resistida y combatida por las autoridades con limitaciones legales y multas, e incluso intentando establecer áreas de segregación por sexos en la playa sin mucho éxito.
El origen de la práctica del nudismo en Argentina se dio en la década de 1930. Personas como Francisco Verding, Agustín Puyo o Roberto Ferrer practicaban en esa época el nudismo de forma particular, pero ante la necesidad de crear una comunidad para hacer nudismo social, en 1934 crearon en la zona de Castelar, partido de Morón, la Primera Asociación Naturo Desnudista Argentina (PANDA). Al hacer nudismo público, pronto los sectores conservadores rechazaron estas actividades e incluso hubo intervenciones policiales. Debido a esto, los miembros de PANDA —a veces denominados «adamitas» en referencia a la doctrina del adamismo— compraron un campo a orillas del río Reconquista a 4 kilómetros del antiguo Puente de Márquez en Ituzaingó. Entonces la organización llegó a 90 miembros, 50 hombres y 40 mujeres. Se reunían los domingos para realizar actividades como ejercicios físicos, danzas rítmicas, juegos, contemplación de la naturaleza o para socializar y al final bañarse en el río. En ese tiempo comenzaron a merodear la colonia nudista curiosos para ver a los nudistas. La organización comenzó a languidecer en la década de 1970 y llegó hasta mediados de la década de 1980. En 1987 surgió un colectivo nudista llamado NAT de Cristian Vogt y Jorge Biagosh, en la quinta «Los Galpones» en la localidad de Benavídez, partido de Tigre, Provincia de Buenos Aires, que funcionó hasta marzo de 1999.
El 10 de enero de 1994, en un emprendimiento de la actriz Moria Casán junto con Luis Vadalá inauguró Playa Franka, un espacio de la costa argentina en el Partido de Mar Chiquita, Provincia de Buenos Aires, en donde las mujeres pudieran hacer toples. Una actividad en esta playa era el corte de corpiños para abrir cada temporada de verano y como representación simbólica de cortar con los prejuicios con respecto a la aceptación propia y propugnar la libertad, la inclusión y la igualdad de género. Luego se sumó un parador que funcionaba todo el día. Pero la experiencia de Playa Franca comenzó a entrar en crisis, que por la presión de vecinos del balneario que querían que se terminara por cuestiones de «buenas costumbres» pero principalmente a causa de las deudas de los accionistas Antonio Fraiese y Luis Vadalá por el no pago de la concesión de la playa durante ocho años, el 3 de septiembre de 2004 el intendente de Mar Chiquita les canceló la concesión.
Actualmente aglomera a nudistas la Asociación para el Nudismo Naturista Argentino (APANNA), una asociación civil sin fines de lucro cuyo propósito es promocionar la práctica del nudismo, que adquirió personería jurídica en septiembre de 2005.
En Argentina se han desarrollado actividades de socialización de hombres gay nudistas a partir de la década de 2000. En 2005 el bar Fever Night, considerado el primer bar nudista de Buenos Aires, realizaba noches temáticas enfocadas en nudistas gays. En 2009 la prensa reportaba la existencia de «La Fiesta del Chavoncito», una quinta nudista gay ubicada en el paraje La Lonja, en la localidad de Pilar.

## Sitios nudistas
Playa Escondida, ubicada bajo el amparo de unos acantilados de más de 6 metros en la localidad de Chapadmalal del Partido de General Pueyrredón, Provincia de Buenos Aires, es el primer balneario argentino de nudismo opcional, que surgió como tal en 2001. Asisten a la playa un público heterogéneo, que incluye a adultos mayores, familias y parejas, en este último caso representando la mitad del total de visitas.La señalización es clara y los servicios de balneario que incluyen bar, carpas, piscina y baños.
Otra playa nudista en la Provincia de Buenos Aires es Playa Querandí, de nudismo opcional y ubicada en el Partido de Villa Gesell, habilitada por la municipalidad en el 2008. Es una playa natural y sin infraestructura ni servicios ya que está ubicada en una zona protegida.
En una quinta de tres hectáreas de la localidad de La Reja en el Partido de Moreno, Provincia de Buenos Aires, está el club nudista Edén, inaugurado en 1999. En este club se realizan actividades como jugar al vóleibol, excursionismo, canto y comidas.
Sobre la Sierra Grande a 14 kilómetros de la ciudad de Tanti, en el Departamento Punilla de la Provincia de Córdoba existe la reserva nudista Yatan Rumi que fue inaugurada en 2003. Su público incluye a familias, parejas sin hijos y hombres y mujeres individualmente. En este destino se organiza una maratón nudista, clases de tango al desnudo, fiestas y otras actividades vinculadas con la naturaleza.